# Vanel Exim
Vanel Exim SRL este o societate din Bacău, care oferă servicii de arhitectură, urbanism, inginerie și consultanță tehnică. 
În iunie 2010 a câștigat Proiectul pentru realizarea Ansamblului arhitectural “Catedrala Mântuirii Neamului”.
Conform afirmațiilor lui Adrian Năstase, firma Vanel Exim a realizat proiectul imobilului din strada Zambaccian, în care acesta locuiește.
Vanel Exim a mai realizat și proiectele unor clădiri din Bacău, printre care Tribunalul, Arena Mall, Universitatea George Bacovia, Catedrala Ortodoxă „Înălțarea Domnului”, precum și proiectele pentru renovarea Stației CFR Bacău și a Aeroportul din Bacău.